# نيكولاس بيرغر
نيكولاس بيرغر (بالألمانية: Nik Berger)‏ (18 مارس 1974 في النمسا - ) هو لاعب كرة طائرة شاطئية ولاعب كرة طائرة النمسا. شارك في الألعاب الأولمبية الصيفية 2000.

## وصلات خارجية
- نيكولاس بيرغر على موقع الاتحاد الدولي beach volleyball database (الإنجليزية)
- نيكولاس بيرغر على موقع قاعدة بيانات الكرة الطائرة الشاطئية (الإنجليزية)
- نيكولاس بيرغر على موقع أوليمبيديا (الإنجليزية)